# 觸殺
觸殺（英語：Tag out）一個棒球或垒球运动中的術語，是指打者還有退路，而进攻方跑壘員尚未安全上壘時，防守方球員以手套或徒手持球，觸摸该名跑壘員身体的动作。被触杀的跑垒员将直接出局。

## 外部連結
- 觸殺在台灣棒球維基館上的頁面（繁體中文）